# Kiscsősz
Kiscsősz es un pueblo ubicado en el distrito de Devecser, en el condado de Veszprém, Hungría.

## Superficie
Posee una superficie de 9,040 kilómetros cuadrados.

## Demografía
Hasta 2019 la población era de 83 habitantes, con una densidad de población de 9,181 habitantes por kilómetro cuadrado.